# 两湖平原
两湖平原指跨越湖北和湖南二省为主，包括江汉平原和洞庭湖平原的广大平原区域，位于长江中游，长江三峡以东、大别山以南。有荆江、汉江、湘江、沅江、资水、澧水等大小河流穿过。因大部分处在湖北和湖南而得名。两湖平原湖泊众多，著名的有洞庭湖、洪湖等。河网密集，土地肥沃。重要城市有武汉市、长沙市、荆州市、岳阳市、株洲市、湘潭市、宜昌市、益阳市、常德市、仙桃市等等。京广线、汉丹线、焦柳线、沪昆线等数条铁路在此通过。两湖平原盛产棉花、油菜、水稻等作物，武汉是该地区最大城市。